# Оленівське газоконденсатне родовище
Оленівське газоконденсатне родовище — належить до Причорноморсько-Кримської нафтогазоносної області Південного нафтогазоносногу регіону України.

## Опис
Розташоване на Тарханкутському півосторові (Крим) поблизу смт Чорноморське. Приурочене до південної зони антиклінальних складок півд. борту Каркінітсько-Північно-Кримського прогину. Виявлене ще в XIX ст., розвідане в 30-х роках XX ст. Пошуково-розвідувальні роботи велися в 1959-1961 та 1971-1973 рр. Газоносними є вапняки та мергелі верхнього палеоцену. Колектор тріщинно-порового типу характеризується малою проникністю при високій пористості (складний розподіл тріщинуватих зон). Промисловий приплив газу отримано з інтервалу 395—564 м, складеного палеоцен-еоценовими породами. Запаси газу віднесено до категорії забалансових. Запаси газу початкові видобувні категорій А+В+С1 — 100 млн м³.